# Tauchersreuth
Tauchersreuth ist ein Gemeindeteil der Stadt Lauf an der Pegnitz im Landkreis Nürnberger Land (Mittelfranken, Bayern). Tauchersreuth liegt in der Gemarkung Beerbach.

## Geographie
Das Dorf liegt auf einem langgestreckten Höhenzug des Schwarzen Jura (Lias), der einen Teil des fränkischen Schichtstufenlandes bildet, auf einer Höhe von 436 m ü. NHN und ist damit der höchstgelegene Gemeindeteil der Stadt Lauf. Der knapp einen Kilometer östlich des Ortes gelegene Höhenrücken Ochsenkopf ist mit einer Höhe von 440 m ü. NHN der höchste Punkt im Stadtgebiet.
Der Ort liegt 7 km nordwestlich von Lauf und wird von einer Gemeindeverbindungsstraße durchquert, die 3 km nordwestlich in die Bundesstraße 2 mündet. 7 km südwestlich verläuft die A 3.

## Geschichte
Namensgeber des 1109 erstmals urkundlich erwähnen Ortes (als Tuchanesruit) war wohl ein gewisser Tuchan, ein Siedler, der das Waldgebiet rodete und nutzbar machte. Der slawische Name "Tuchant" deutet darauf hin, dass auch slawische Siedler in der Gegend ansässig waren.
Tauchersreuth hatte, wie fast jeder Ort, der zum ehemaligen Reichsamt Heroldsberg gehörte, im 14. Jahrhundert eine bewegte Pfandschaftsgeschichte durchzustehen. Es wurde 1279 von König Rudolf an Ulrich von Schlüsselberg verpfändet und 1347, nach dem erbenlosen Tod Konrads von Schlüsselfeld, an die Burggrafen von Nürnberg.
Einen weiteren Hinweis auf die Existenz des Ortes finden wir in einem Dokument, in welchem König Sigmund im Jahre 1422 das Nutzungsrecht einiger Wiesen in der Flur „Kronberg“ am Nordhang des Gschaidter Berges an „Otto Tewrl“ (heutiger Familienname Deuerlein) in Tauchersreuth beurkundete.
Ein Lexikon beschreibt 1799 den Ort:

„… ein zwischen Neunhof und Heroldsbergen auf dem Berge gelegenes Dorf. Es gehört mit allen hohen und niederen Gerechtsamen zu der denen Freyherren von Welser zuständigen freyen Herrschaft von Neunhof.“

Zusammen mit Beerbach war Tauchersreuth eine Patronatsgemeinde der Familie Welser von Neunhof und zu Beerbach. Im späten Mittelalter waren mehr und mehr Nürnberger Bürger Grundherren. Bis 1806 waren beide Orte Bestandteil des Neunhofer Territoriums. Seit 1806 bildete Beerbach mit Tauchersreuth eine Gemeinde. Im Zuge der Gebietsreform wurden sie 1972 dem Landkreis Erlangen (ab dem 1. Mai 1973 Landkreis Erlangen-Höchstadt) zugeschlagen und nach erheblichen Protesten der Bevölkerung am 1. Juli 1976 in die Stadt Lauf an der Pegnitz eingegliedert.

## Baudenkmäler

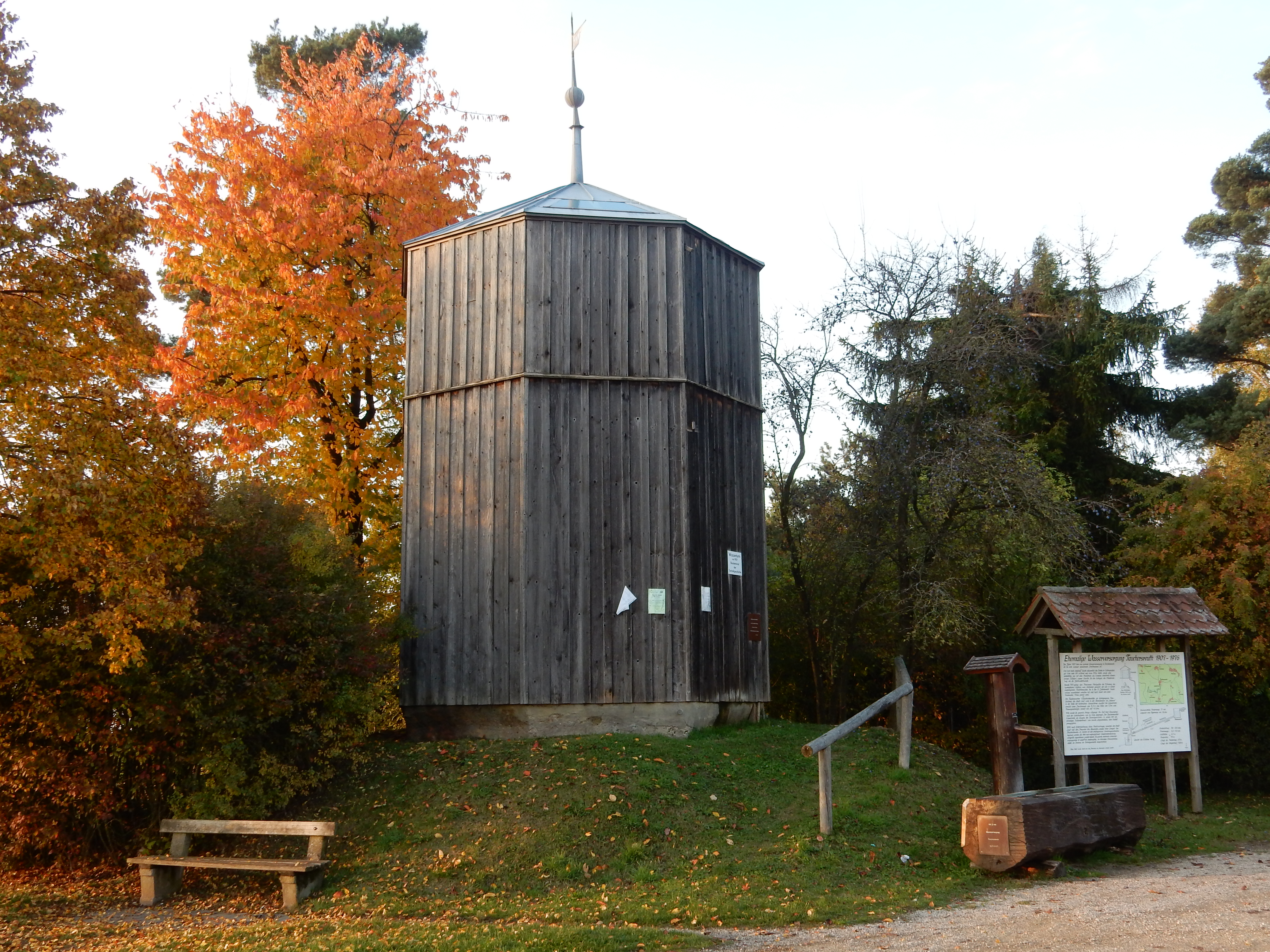
Wasserhochspeicher Tauchersreuth

- Wasserhochbehälter und historische Wasserversorgung Tauchersreuth

Die zentrale Wasserversorgung Tauchersreuth löste 1907 die Dorfbrunnen ab. Im frühen 20. Jahrhundert war dies eine technische Meisterleistung. Eine etwa einen Kilometer vom Ort und 55 Meter tiefer liegende Quelle versorgte durch eine nur mit dem Fließdruck des Wassers arbeitende Pumpe (Widder) den Hochbehälter mit Wasser. Dessen Fassungsvermögen beträgt 40 Kubikmeter. 1976 wurde die Anlage stillgelegt und 1979 mit einer Sanierung begonnen, die 1989 abgeschlossen wurde. Seitdem ist die Anlage wieder voll funktionsfähig und ein Denkmal der Technikgeschichte.